# Studánka

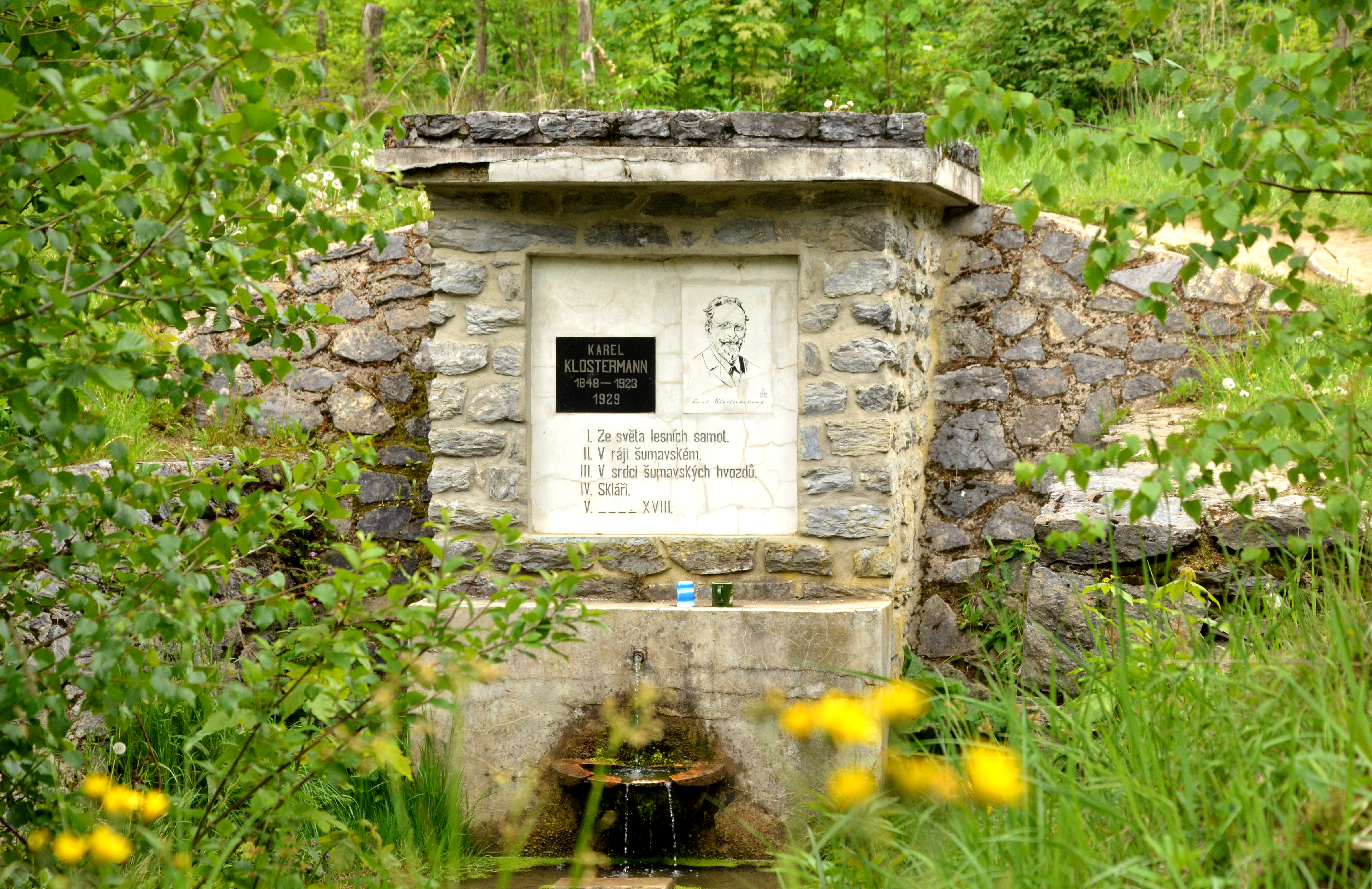
Klostermannova studánka u Rudice vybudovaná Josefem Opletalem v roce 1938

Studánka, též svatyně, je stavebně upravený výtok vodního pramene, původně přírodního vývěru podzemní vody na zemský povrch, zpravidla upraveného k nabírání vody.

## Popis a historie
Studánky se nejčastěji budují v různých parcích a rezervacích (největší rozmach v Česku byl v první čtvrtině 20. století), například soubor památníků a studánek Lesnický Slavín u Adamova a v dalších místech v Jihomoravském kraji, často bývají zasvěceny přírodě a zvířatům (Ptačí svatyně), hudebníkům (Janáčkova studánka) a spisovatelům (Klostermannova studánka).
V 20. letech 20. století byl v Československu výrazným budovatelem studánek Josef Opletal, vytvořil jich několik desítek v Moravském krasu a okolí. Studánkou bývají označovány i méně výrazně upravené vývěry vodních pramenů, například obložením kameny a pod., příkladem může být Filipovský pramen řeky Chrudimky. V druhé polovině 20. století se hledání studánek věnoval intenzivně Eduard Ureš, našel a zdokumentoval jich přes tisíc.

Prameny i studánky bývaly vždy ve všeobecné úctě. Václav Krolmus, vlastenec a národopisec o studánkách píše: 
Studánky v Čechách jsou posvátná místa, světice a svěcenky slovou. Lid je čistí, k nim putuje, vodou se omejvá, v nemoci ji pije, u vod zkoušky dělají... Děvy studánky čistějí, když neprší, ke studánkám putujou a se modlejí, křížky, věnce do studní házejí... když lidé neduhy na těle mají, putují ke studánkám, v nichž se omývají, hlavu, oči, ruce, tělo, vlasy do vody házejí, neb hadry, klucky bílé na kámen a studánky takové, neb na stromy je zavěšují u studnic.

V Česku se věnuje péči o studánky například veřejně prospěšný spolek s celostátní působností Mladí ochránci přírody, provozuje také národní registr pramenů a studánek, jehož cílem je evidence přírodních a volně přístupných vodních zdrojů. 